# Deutsch Dávid (vágújhelyi rabbi)
Deutsch Dávid ben Menachem Mandel (1756 körül – Vágújhely, 1831) rabbi, talmudtudós.

## Élete
Előbb Dunaszerdahelyen, 1810-től kezdve Vágújhelyen volt rabbi, s mint ilyen, a 19. század elején a legkiválóbb magyar rabbitekintélyek közé számított. Jellemének nagyságát általában elismerték, elejtett bölcs mondásai pedig szállóigékké váltak. Mint filantróp is nagy hírnévnek örvendett, mert jótékonyságában nem ismert határt. Művei: Óhel Dávid (I-II. Bécs, 1819-1825), különböző Talmud- traktátusok magyarázata; ugyanilyen címen 1836. Pozsonyban is megjelent tőle két Talmud-traktátus magyarázata; Chelek Rison mi-Saáloszu-Tesuvósz ha-Geonim. Reszponzumait barátja, Eleazár Semen Rokéách gyűjtötte össze és adta ki.